# Teucholabis (Euteucholabis) nepenthe
Teucholabis (Euteucholabis) nepenthe is een tweevleugelige uit de familie steltmuggen (Limoniidae). De soort komt voor in het Neotropisch gebied.